# Поэзия (фильм)
«Поэзия» (кор. 시; Си) — корейская драма режиссёра Ли Чхандона. Главную роль исполнила звезда корейского кинематографа 1960 — 1970-х годов Юн Джонхи. Фильм снят компанией Pine House Film, основанной режиссером в 2005 году, совместно с UniKorea Culture & Art Investment. Мировая премьера состоялась 13 мая 2010 года. На 63-м Международном Каннском кинофестивале фильм «Поэзия» получил награду за лучший сценарий. Также картина была удостоена премий «Большой колокол» за лучший фильм, лучшую женскую роль и лучшую мужскую роль второго плана (Ким Хира), «Голубой дракон» за лучшую женскую роль, премии Ассоциации кинокритиков Лос-Анджелеса за лучшую женскую роль и премии Asia Pacific Screen Award за режиссуру и лучшую женскую роль.

## Сюжет
В реке Ханган, протекающей в городке провинции Кёнгидо, обнаруживают труп девочки-школьницы.
В это время Миджа, женщина шестидесяти шести лет, находится на приёме в больнице. Она жалуется врачу на боль в руке, однако того беспокоит, что Миджа с некоторого времени испытывает проблемы с памятью. Он предлагает ей обследоваться в хорошей клинике. Выйдя на улицу, Миджа сталкивается с матерью погибшей девочки. Та, сидя на земле, горько рыдает, а сын пытается успокоить бедную мать.
Миджа, несмотря на свой возраст, привлекательная и интересная женщина. Больше всего в жизни она обожает цветы, красивую одежду и любимого внука Ука. Мать Ука после развода оставила его на попечении бабушки, а сама уехала в другой город. За все годы она ни разу не помогла им материально. Миджа общается с дочерью только по телефону. Чтобы обеспечить себя и внука, Миджа работает сиделкой у богатого соседа. Ук же совершенно не ценит труд и заботу бабушки, он грубит, игнорирует её слова, относится к ней с пренебрежением. Миджа терпеливо сносит подобное отношение и продолжает находить в себе силы радоваться самым простым вещам.
Однажды Миджа увидела объявление о наборе на курсы поэзии и незамедлительно решила туда попасть. Учитель поставил перед учениками задачу: в конце обучения каждый должен написать одно стихотворение. Он учит ценить красоту, пристально наблюдать за окружающим миром, смотреть на привычные вещи под другим углом. Учитель утверждает, что можно писать не только о красивых вещах. Миджа вспоминает, как в детстве мечтала стать поэтессой и во что бы то ни стало решает написать своё стихотворение. Увлечение поэзией помогает ей по-новому посмотреть на свою жизнь.
Вскоре Миджа узнает, что её внук и пятеро ребят из его класса замешаны в смерти той самой девочки (Агнес), которая покончила жизнь самоубийством. Девушка вела дневник, в котором всё описала. Руководство школы не заинтересовано в полицейском расследовании смерти Агнес. Родители школьников решают собрать достаточно большую сумму для компенсации матери жертвы, чтобы замять дело, но у Миджи нет денег. Вскоре женщина узнает страшную новость: у неё ранняя стадия болезни Альцгеймера, скоро она начнет забывать всё больше и больше слов. 
Миджа посещает местные еженедельные поэтические чтения. Один из участников читает прекрасные стихи, но сопровождает их грубыми незамысловатыми шутками, которые оскорбляют Миджу. Она узнаёт, что этот человек работает в полиции, и недавно его перевели из Сеула в этот городок за то, что он разоблачил коррупционную схему в полиции.
Женщина продолжает любоваться окружающей природой. С собой она носит блокнот, в котором записывает короткие фразы, но они никак не складываются в стихотворение. Родители подростков настаивают, чтобы Миджа встретилась с матерью Агнес и уговорила бы её принять деньги и не обращаться в полицию. Миджа находит женщину в поле (та выращивает овощи на продажу) и разговаривает с ней о красоте природы, видах на урожай и своих поэтических упражнениях. И только попрощавшись с ней, с ужасом вспоминает, для чего она приходила. Так и не исполнив задуманного, она возвращается в город.
Миджа побывала в школе — в химической лаборатории происходили свидания Агнес с мальчиками, едет на автобусе к мосту, с которого прыгнула девушка. Шляпа Миджи, подхваченная порывом ветра, падает в реку. Женщина сидит на берегу, сочиняя стихи, пока не начинается дождь.
Героиня посещает заупокойную службу по Агнес, но, увидев там её одноклассниц, в смятении покидает церковь, захватив фотографию девушки.
Миджа находит деньги, и родители откупаются от матери девочки. За все это время бабушка лишь один раз решилась поговорить с Уком о том, что произошло, однако он ушёл от разговора. Даже фотография погибшей, которую Миджа намеренно оставляет на кухонном столе, не взволновала Ука.
В очередной раз Миджа посещает клуб местных поэтов, она уходит в разгар дружеского застолья в сад, где плачет. К ней выходит полицейский, он спрашивает, что случилось. Миджа ничего не отвечает, и снова плачет, сцена прерывается.
Предпринятые усилия оказываются напрасными — полицейский, с которым Миджа познакомилась на уроках поэзии, приезжает к её дому с напарником. Ук арестован, а партию в бадминтон, которая в тот вечер была начата между бабушкой и внуком, Миджа доигрывает с полицейским. Остаток вечера она проводит за сочинением стихотворения.
Миджа звонит своей дочери и просит срочно приехать. Когда та приезжает, то никого не застает дома. На последнем уроке поэзии учитель спрашивает, у кого же получилось написать стихотворение. Учитель видит на столе букет цветов. Их оставила Миджа вместе со своим стихотворением «Песнь Агнес». Из всех, посещавших курсы, лишь она создала своё произведение. «Несложно написать стихотворение», — говорит учитель — «сложно отважиться написать его». Сочинение Миджи звучит в исполнении сначала учителя, потом самой Миджи, а затем и погибшей девушки, Агнес. Во время исполнения «Песни Агнес» камера следует от школьной лаборатории, где девушка была изнасиловала, к автобусу, который подъезжает к мосту через Ханган (на нём стоит Агнес), последним кадром показаны воды реки.

## Создание фильма
В основе фильма лежит криминальное происшествие, произошедшее в маленьком городке: школьница была изнасилована группой подростков. Инцидент произвёл сильное впечатление на режиссера Ли Чхандона и долго «не выходил из головы», Ли Чхандон долго размышлял над ним, потому что «история затрагивала множество проблем, таких как проблемы молодёжи, будущее общества и нравственность в нашей повседневной жизни». Однако изначально он не собирался снимать фильм. Позднее, будучи в Японии, Ли в гостинице увидел телевизионную программу, вероятно, для тех, кто страдает бессонницей. Видеоряд состоял из расслабляющих кадров — «мирная река, летящие птицы, рыбаки в море», сопровождаемых мягкой музыкой в стиле нью-эйдж, и ви́дение будущего художественного фильма сложилось. «Внезапно это напомнило мне об этом ужасном инциденте, и в моей голове возникло слово «поэзия» и образ 60-летней женщины». Один из первых вопросов, вставших перед режиссёром в связи с новой картиной — почему люди обращаются к поэзии, на который он отвечает так: «мы ищем красоту, потому что реальность не прекрасна». Но тогда почему же «мы больше не читаем поэзию», ведь жизнь не стала лучше? Вопрос, который сам режиссёр хотел бы задать людям: «Мы уверены, что нам больше не нужна поэзия?».
Ли написал главную героиню специально для Юн Джонхи, звезды корейского кино 1960-х и 1970-х годов, снявшейся в более чем 300 фильмах. Юн Джонхи позднее признала, что ей очень понравилось, что предложенная ей роль разительно отличалась от того, что она обычно играла в прошлом: «У меня всегда было желание показать людям разные аспекты моей актёрской игры, и (Ли) предоставил мне все возможности для этого». Последний фильм перед «Поэзией», в котором снялась Юн Джонхи, был «Manmubang» («Два флага»), вышедший на экраны в 1994 году. После него актрисе поступало много предложений, но она «ждала подходящий сценарий и режиссёра». Ли Чхандон поначалу опасался, что весь прошлый опыт актрисы мог бы негативно отразиться на её исполнении. Однако он был очень доволен тем, как Юн Джонхи отнеслась к работе: «Она играла свои сцены с готовностью обсуждать, и это трудно найти даже у молодых актёров». По словам Юн Джонхи, она впервые могла видеть на мониторе результат своей игры сразу после съёмок, и это очень ей помогало в работе.
Съемки картины проходили в провинциях Кёнгидо и Канвондо, они начались 25 августа 2009 года и длились три месяца.

## В ролях
- Юн Джонхи[англ.] — Янг Миджа
- Ли Дэвид — Пак Юнг-вук
- Ким Хи-ра[англ.] — господин Канг
- Ан Нэ-сан[англ.] — отец Ки-беома
- Ким Ён-тэк[англ.] — Ким Ён-тэк
- Пак Мён-син — мать Хи-джин (Агнес)
- Мин Бок-ги — отец Сун-Чана

## Восприятие
По состоянию на 10 мая 2025 года фильм имеет рейтинг одобрения критиков в 100% на сайте-агрегаторе обзоров фильмов Rotten Tomatoes. Резюме сайта гласит: «Поэзия — это поглощающая, пронзительная драма, потому что она не предлагает простых ответов на свой сложный центральный конфликт». Обозреватель Rotten Tomatoes Тревор Джонстон увидел в картине изображение «эгоцентричного патриархата», когда грубый «мужской мир» захватил даже кружок местных любителей поэзии, а в стремлении главной героини к творчеству — способ заявить о себе. И речь здесь не только о современной Южной Корее, но и «о нас тоже», — утверждает критик. При этом режиссёр не впадает в банальный дидактизм. Тема фильма не гарантирует того, что он будет пользоваться популярностью у зрителей, но его художественные достоинства безусловно «требуют показа», и это первая из пяти картин Ли Чхандона, которая демонстрировалась в кинотеатрах Великобритании. Неспешная в своём повествовании «Поэзия» — «эффектный контрапункт» к снятой годом ранее «Матери» Пон Джун Хо, где местная знахарка энергично отстаивает невиновность своего больного сына, обвинённого в убийстве. Ли Чхандон не «давит» на актёров, однако подчиняет их своей воле, «кажется, что камера просто забрела в какое-то уже идущее реальное противостояние». В финале картины Миджа отождествляется с погибшей девушкой — так объединяются их судьбы, обе жизни кончаются в водах реки Ханган.
Кеннет Тьюран, обозреватель Los Angeles Times, отмечает, что картина «смела той смелостью», которая присуща именно «тихим, неторопливым фильмам», остающимся в конечном итоге в памяти зрителя. Сюжет «Поэзии» детально проработан, проблема, к которой решительно обращается Ли Чхандон — острая — «красота, правда, смерть», это новый рубеж в творчестве режиссёра. «Если бы в Каннах была хоть какая-то справедливость», — считает Тьюран, то главный приз взял бы не только сценарий, но и Юн Джонхи. Описать всю тонкость эмоционального переживания роли, когда актриса, «снимая слои с личности», становится другим человеком, просто нереально.
Журналист The Hollywood Reporter в беседе с режиссёром фильма отмечает, что характер Миджи кажется «невнятным»: трудно понять, просто ли она скучна или Юн Джонхи не прониклась ролью? Иногда неясны мотивы её поступков, так, она принимает предложение своего работодателя заняться с ним сексом, чтобы он «в последний раз почувствовал себя мужчиной», хотя сначала с возмущением отвергла его. Но почему она это делает? Из жалости к нему или потому, что ей нужны деньги (которые Миджа в конце концов получает)? Ли Чхандон ответил, что образ Миджи не так конкретизирован, как, к примеру, образ главной героини «Тайного сияния», его предыдущего фильма. Миджа непостоянна, пассивна, её характер не поддаётся определению. Режиссёр оставляет зрителю возможность самому решать, что движет поступками женщины: в её непонятности и есть «секрет фильма».
На Metacritic на основе 23 критических отзывов фильм получил оценку 87 из 100, что относит его к категории картин, завоевавших «всеобщее признание». «Учитывая широкие возможности для ошибок в сентиментальности с такого рода предпосылкой», — пишет Джастин Чанг в Variety, «здесь примечательно отсутствие сентиментальности в подходе Ли. Ни в коем случае «Поэзия» не скатывается в мелодраму о неизлечимой болезни или историю о межпоколенческой связи». Чанг отмечает, что иногда проступает прошлое Ли-романиста, и что «здесь есть длинноты… которые можно было бы сократить, хотя в целом этот захватывающий фильм кажется значительно короче своих 139 минут». Миджа погружена в окружающую её красоту, которая выявит «её скрытые таланты», но уйти от жестокой реальности ей не дано. Ей нет места в этом лицемерном патриархальном обществе, каждый раз она по простоте душевной попадает в неловкую ситуацию, но к концу фильма становится ясно, что в этом городе «она самый здравомыслящий человек».
Картина была включена в список десяти лучших фильмов 2011 года по версии CNN, а кинокритик Chicago Tribune Майкл Филлипс назвал «Поэзию» своим любимым фильмом 2011 года. В 2020 году The Guardian поставила «Поэзию» на четвёртое место в списке классики современного южнокорейского кино.

## Награды
Ли Чхандон получил премию за лучший сценарий на Каннском кинофестивале. На 47-й церемонии вручения премии «Большой колокол» фильм «Поэзия» получил призы за лучший фильм, лучший сценарий, лучшую женскую роль и лучшую мужскую роль второго плана. Фильм получил премии Корейской ассоциации кинокритиков за лучший фильм и лучший сценарий. Жюри 31-й кинопремии «Голубой дракон» решило исключить «Поэзию» из списка номинантов, поскольку Ли Чхандон объявил, что будет бойкотировать церемонию. Тем не менее, Юн Джонхи была номинирована на звание лучшей актрисы, поскольку организаторы сочли, что решение режиссера не должно повлиять на актёрский состав. В конечном итоге награду разделили Юн Джонхи и Су Э за роль в фильме «Полночь FM». На церемонии вручения премии Asia Pacific Screen Awards-2010 Ли Чхандон получил награду за «лучшее достижение в режиссуре», а Юн Джонхи — за лучшее исполнение женской роли; фильм также был номинирован в категориях «Лучший полнометражный фильм» и «Лучший сценарий». Он также был номинирован на Гран-при Бельгийского синдиката кинокритиков.
В 2011 году «Поэзия» была номинирован на звание лучшего фильма на 5-й Азиатской кинопремии, где Ли Чхандон выиграл в номинациях «Лучший режиссер» и «Лучший сценарий». Фильм также получил Гран-при «Золотой взгляд» и премию ФИПРЕССИ на Международном кинофестивале во Фрибурге. После того, как Франция наградила Юн Джонхи званием Офицера Ордена искусств и литературы, она была названа лучшей актрисой на Международном кинофестивале Cinemanila International Film Festival. Юн Джонхи также получила премию Ассоциации кинокритиков Лос-Анджелеса за лучшую женскую роль за свою игру, годом ранее ещё одна корейская актриса, Ким Хёджа, получила эту награду за роль в фильме «Мать».